# Zahnradbahn Langres

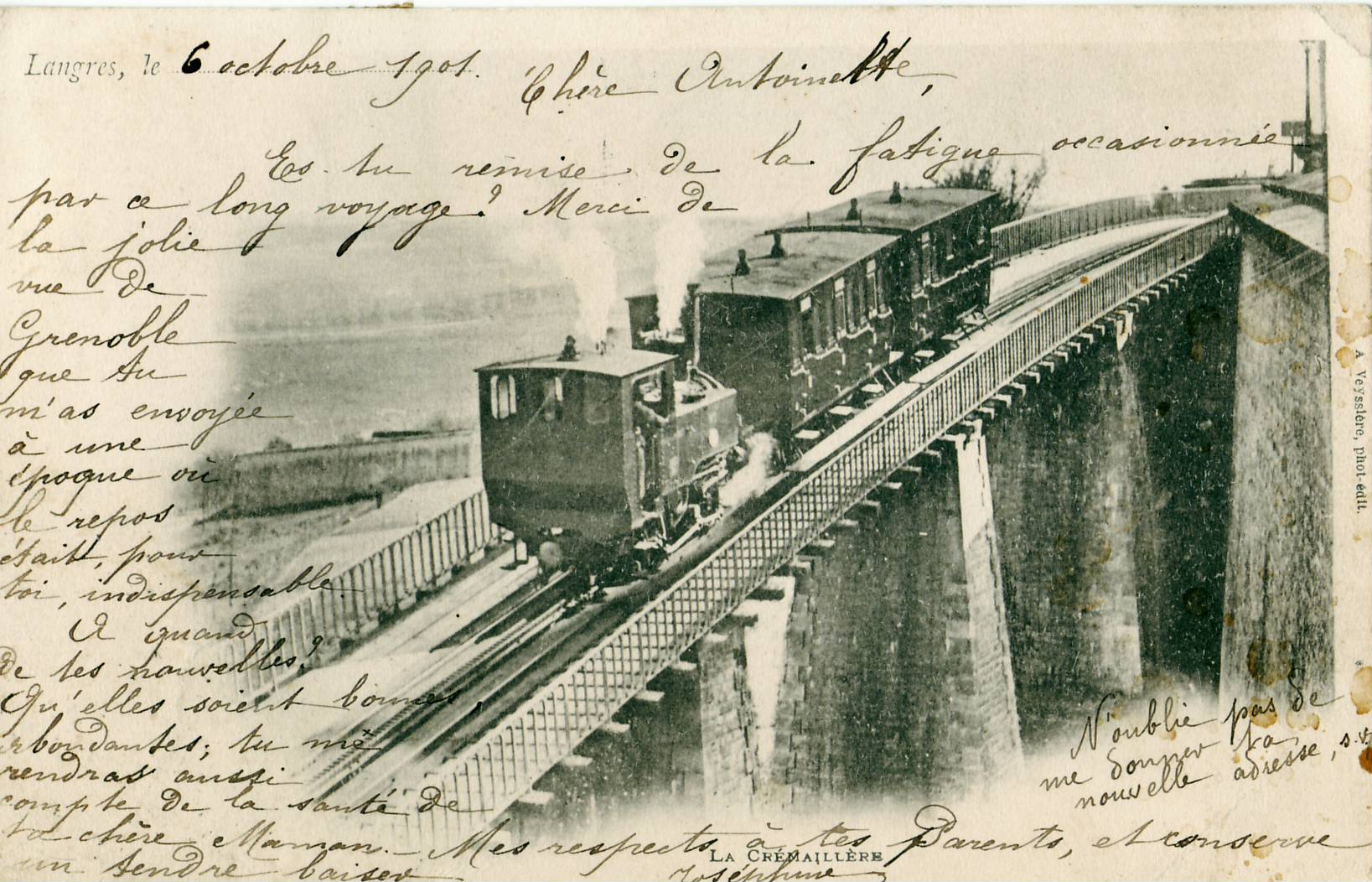
Dampfzug auf dem Viadukt

Die Zahnradbahn Langres existierte zwischen 1887 und 1971 in der französischen Stadt Langres, die im Département Haute-Marne der Region Grand Est liegt. Sie war die erste in Frankreich eröffnete Zahnradbahn.

## Geschichte und Beschreibung

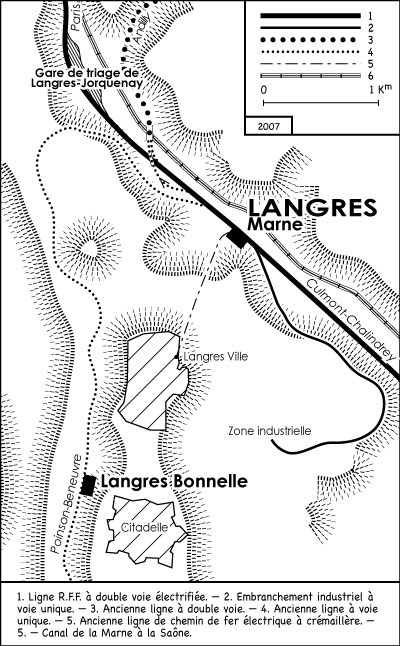
Lageplan: mit Strichpunkten grob eingezeichnet die Trasse der Zahnradbahn

Talstation der Zahnradbahn und Bahnhof, um 1900

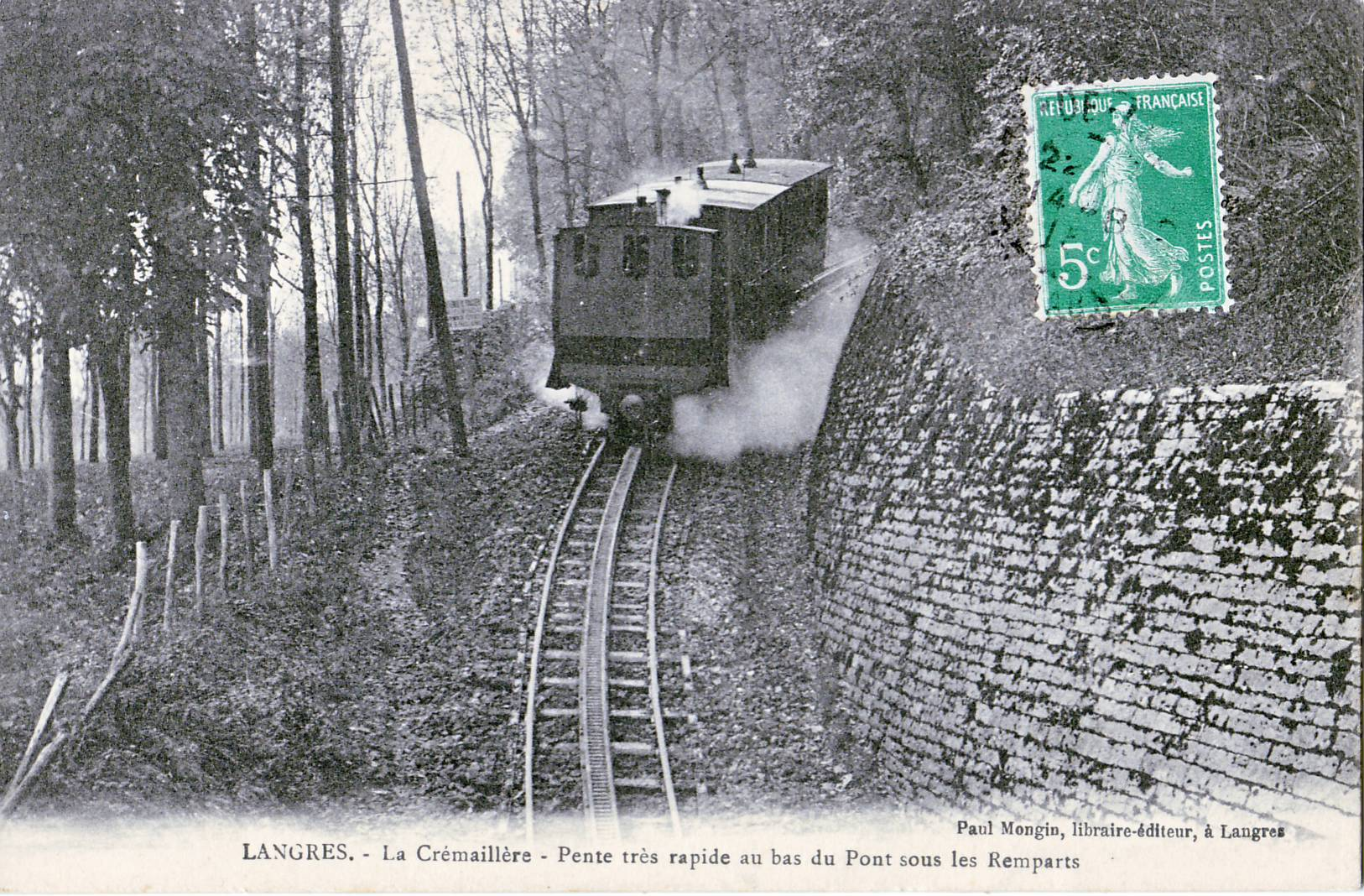
Dampfzug unterhalb der Befestigungsmauer

Bergstation der Zahnradbahn,
um 1900

Die befestigte Altstadt von Langres liegt auf einem Vorgebirge der Hochebene Plateau de Langres. Der 1857 von der Bahngesellschaft Chemins de fer de l’Est in Betrieb genommene Bahnhof Langres-Marne an der Bahnstrecke Paris–Mulhouse befindet sich im Tal der Marne, er liegt etwa 130 Meter tiefer als der Ort. Bis 1887 verkehrten zwischen der Stadt und dem Bahnhof Fuhrwerke und Kutschen. Der Bau einer Bahnstrecke von Poinson-lès-Grancey im Jahr 1875 brachte keinen günstiger gelegenen Bahnhof, dem Wunsch des Militärs folgend wurde stattdessen die Station Langres-Bonnelle (zunächst Langres-Ville genannt) an der Zitadelle gebaut.
Zwischen dem auf 335 Meter Höhe gelegenen Bahnhof und einer Endstelle am Rand der Altstadt wurde am 6. November 1887 die meterspurige Bahn mit Zahnstange der Bauart Riggenbach eröffnet. Vorangegangen war 1873 eine Vereinbarung des Staates mit der Bahngesellschaft zum Bau einer Eisenbahn-Zweigstrecke, jene wurde aber nicht realisiert. Ebenso wenig wurde das folgende Projekt einer zweigleisigen Standseilbahn verwirklicht. Der schweizerische Ingenieur Niklaus Riggenbach, der 1881 die Planung vor Ort betrieb, hatte die zusätzliche Installation einer Zahnstange vorgeschlagen, die ausschließlich zum Bremsen dienen sollte. Dass der talfahrende Zug in der Bergstation Wasser als Ballast aufnehmen und durch dessen Gewicht den bergwärts fahrenden hochziehen sollte, erwies sich jedoch als problematisch.
1882 wurde Riggenbachs Konzept dahingehend modifiziert, dass auf einem der beiden Gleise eine Lokomotive und ein Personenwagen, auf dem anderen ein Personen- und ein Güterwagen verkehren sollten. Über die Umlaufrolle in der Bergstation sollte die Lok den zweiten Zug am Standseil mitbewegen. Auch dieser Plan wurde zu den Akten gelegt.
Zwei Jahre später nahm der Ingenieur Cadart von den Planungen seiner Vorgänger endgültig Abschied. Er entwarf statt einer Standseilbahn die verwirklichte eingleisige Strecke auf modifizierter Trasse. Eine immer talseits stehende Dampflokomotive sollte die Wagen bergwärts schieben und talwärts abbremsen. Auf der Steilstrecke sollte sie im Zahnradbetrieb, in weniger geneigten Bereichen im Adhäsionsbetrieb verkehren.
Die Arbeiten begannen am 9. Juli 1886. Die Strecke war 1472 Meter lang, überwand einen Höhenunterschied von 132 Meter und wies eine maximale Steigung von 172 ‰ auf. Die Zahnstange des Systems Riggenbach wurde, auf zwei insgesamt 938 Meter langen Abschnitten, mittig zwischen den Vignolschienen angebracht. Von zwei alternativen Entwürfen – Bergstation im Tunnel oder unter freiem Himmel – wurde aus militärischen Gründen der Letztere gewählt. Er machte den Bau eines 63 Meter langen Viadukts auf gemauerten Pfeilern erforderlich, um das Gleis auf die Krone der Befestigungsmauer zu führen. Dort mussten ein Wehrturm und weitere Gebäude abgerissen werden, andere Häuser wurden in die Infrastruktur der Bergstation einbezogen. So wurde die Kirche des für 60.000 Francs erworbenen Dominikanerklosters zum Lok- und Wagenschuppen mit Werkstatt und Lager umgebaut. Im Fall einer feindlichen Bedrohung sollte das Viadukt schnell abgebaut und an der Stelle des Turms eine Brustwehr mit Zinnen errichtet werden können.
Die Strecke führte in einer leichten Kurve auf der Mauerkrone an der einstigen Kirche vorbei und endete unmittelbar dahinter an der heutigen Place de la Crémaillère. Die Anlage der Bergstation am Ortsrand war in der Bevölkerung umstritten: sie läge zu weit vom Zentrum entfernt und sei der Schönheit der Stadt nicht angemessen. Eine Führung bis zur günstiger gelegenen Place des Cours (heute: Place Jean Duvet) erwies sich jedoch – vor allem aufgrund der zu erwartenden höheren Betriebskosten – als nicht machbar.
Die Stationen waren eingleisig, mit einem kleinen Gebäude und einem überdachten Bahnsteig. In der Talstation Gare de Langres endeten die Züge auf einem Stumpfgleis auf dem Bahnhofsvorplatz. Das Betriebswerk mit dem zweigleisigen Schuppen wurde an der Bergstation Ville haute angelegt, ein weiter, eingleisiger Schuppen an der Talstation. Die zwei Lokführer und zwei Heizer waren wie das übrige Bahnpersonal städtische Beamte.
Bis 1935 wurden die Züge von Dampflokomotiven befördert, die mit dem leicht geneigten Kessel zu den Wagen hin talseitig standen. Die erste Lok traf am 15. Oktober 1887 ein, die erste Testfahrt fand zehn Tage später statt. Zu den 1886 gebauten Lokomotiven Nr. 1 und Nr. 2 kam wenige Jahre später eine dritte hinzu. Die Maschinen und Wagen wurden nach Plänen von Riggenbach bei der Société Alsacienne de Construction Mécanique in Belfort gebaut. Drei voneinander unabhängige Bremssysteme (Handbremse, Luftdruckbremse und Gegendruckbremse) dienten der Sicherheit.
Die fünf Personenwagen waren zweiachsig, zwei davon waren offene Sommerwagen. Sie waren 2,40 Meter breit und 2,90 Meter hoch. Bergseitig wiesen sie offene Plattformen auf, auf denen jeweils ein Bremser stand, der eine auf die Zahnstange wirkende Bremse betätigte. Je nach Bedarf wurde mit einem bis maximal zwei Wagen gefahren.
Zunächst verkehrten täglich zwanzig Zugpaare, die die Anschlüsse von und zu sämtlichen Fernzügen herstellten. Sie legten die Strecke talwärts in neun und bergwärts in zehn Minuten zurück. Güter wurden nur in bescheidenem Umfang befördert: im Jahr 1911 wurden 42 Tonnen Stückgut und Gepäck, hingegen 386.024 Fahrgäste gezählt.
1902 wurde erstmals vorgeschlagen, elektrisch angetriebene Fahrzeuge einzusetzen, 1928 wurden die Gleisanlagen instand gesetzt. 1932 beschloss der Stadtrat, die Lokomotiven auf Ölfeuerung umbauen zu lassen, wofür sich aber keine ausführende Firma fand. Im Jahr darauf führte der Automobilhersteller Renault Versuchsfahrten mit Omnibussen durch, die aber nicht befriedigten. Im Juni 1933 folgte der Beschluss, die Bahn beizubehalten und sie auf elektrischen Betrieb umzustellen.

## Elektrischer Betrieb

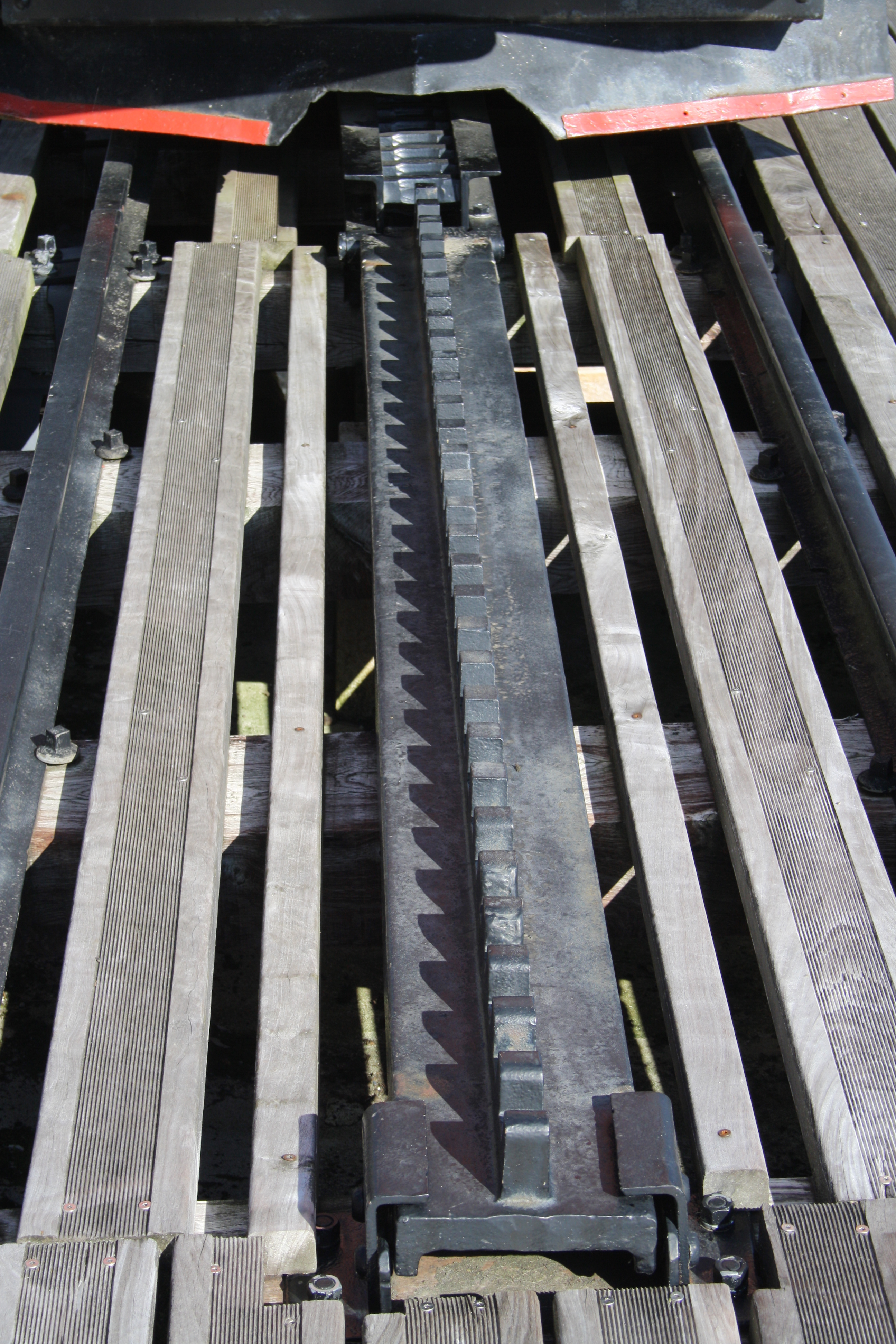
Zahnstangen der Bauarten Riggenbach (unter dem Triebwagen) und Von Roll (vorn; mit dem System Riggenbach kompatibel) in Langres

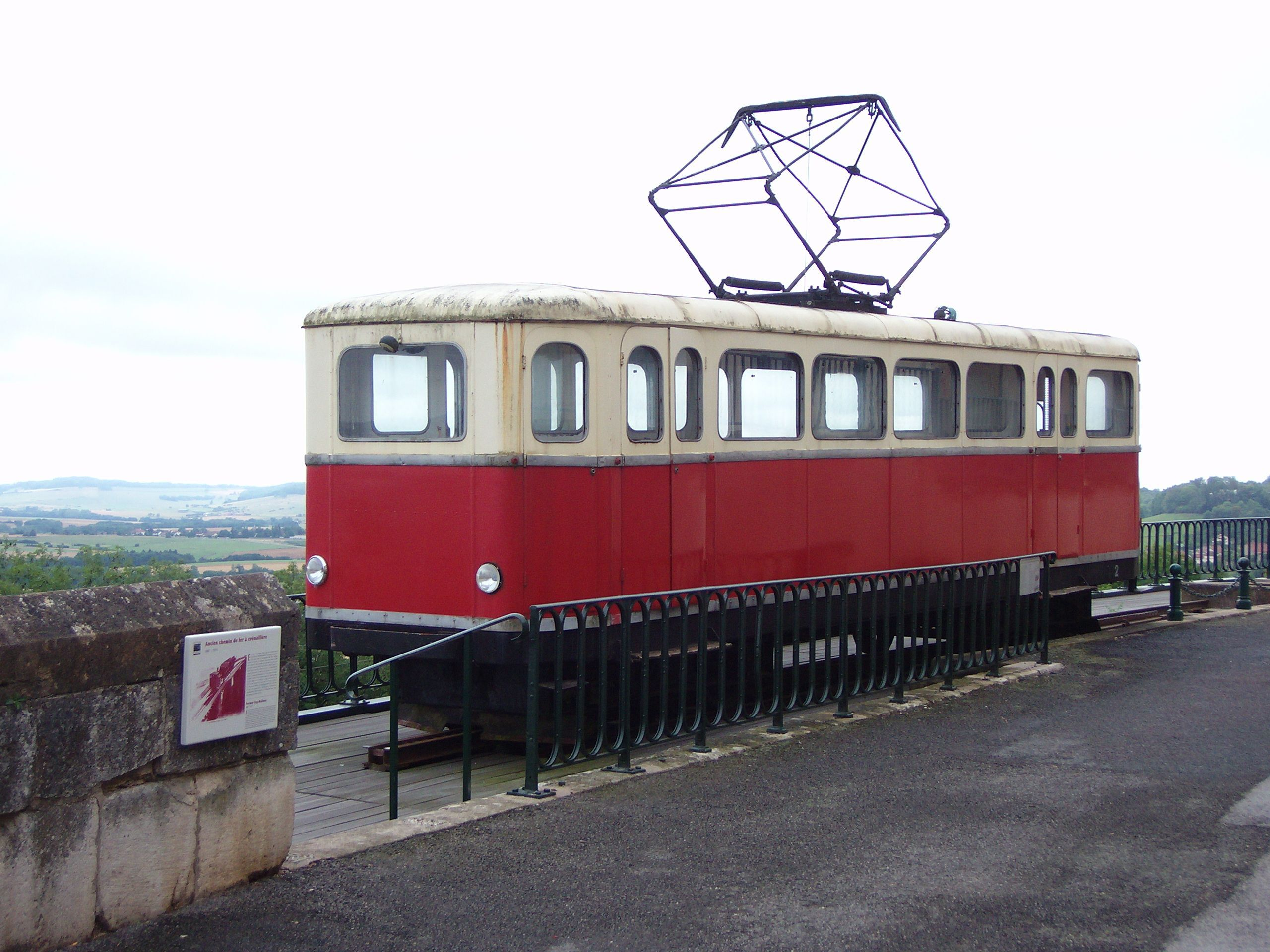
Erhaltener Triebwagen nahe der einstigen Bergstation

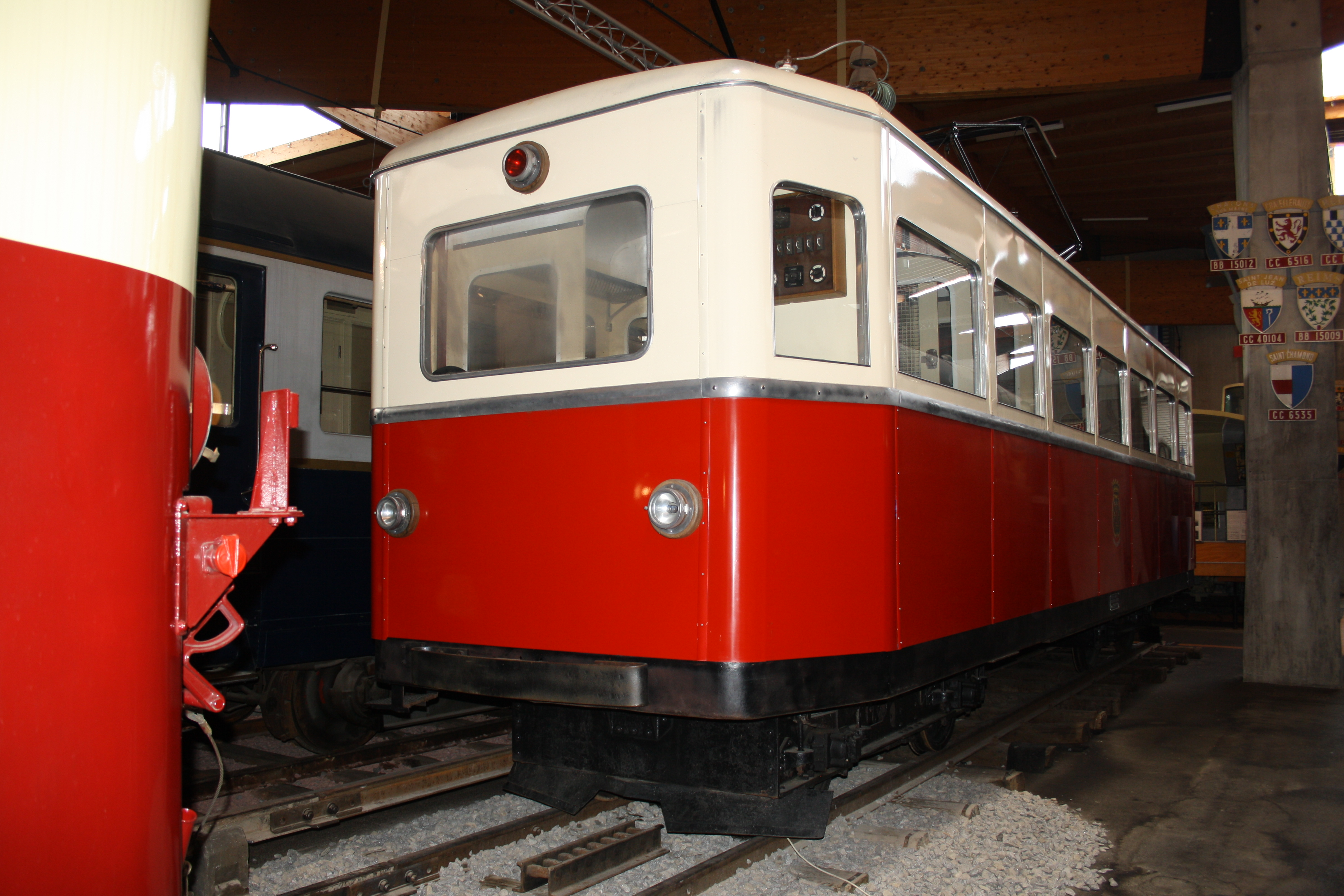
Triebwagen 3 im Eisenbahnmuseum Cité du Train, türlose Seite

1935 wurde die Strecke mit 600 Volt Gleichstrom elektrifiziert und im Betriebswerk an der Bergstation ein Unterwerk errichtet. Den Strom lieferte ein Kraftwerk nahe der Talstation. Die Dampfzüge wurden durch zwei vierachsige elektrische Triebwagen auf Drehgestellen ersetzt, die alten Lokomotiven wurden verschrottet. Die neuen, 11 Meter langen, 2,43 Meter breiten und bei abgesenktem Pantografen 3,70 Meter hohen Fahrzeuge hatten ein Leergewicht von 12,5 Tonnen. Jeder der beiden Motoren leistete 45 PS, jeweils die äußeren Achsen der beiden Drehgestelle wurden angetrieben. Die Reisegeschwindigkeit betrug 11 km/h, die Höchstgeschwindigkeit lag bei 18 km/h. Insgesamt 4,5 Tonnen, d. h. fünfzig Fahrgäste und eine Tonne Gepäck bzw. maximal sechzig Fahrgäste, konnten die Triebwagen aufnehmen. Im Abteil der 1. Klasse gab es acht, in dem der 2. Klasse zweiunddreißig Sitzplätze. Dazu kamen ein Gepäckabteil und an beiden Enden jeweils ein Führerstand.
Zwischen den beiden Stationen wurde am Hang eine Bedarfshaltestelle im Viertel Saint-Gilles eingerichtet, wo ein ausrangierter Wagen als Unterstand und Fahrkartenschalter diente. Nach anfänglichen Problemen, die gelegentlich zu Zugausfällen führten, liefen die neuen Fahrzeuge zuverlässig und pendelten zweiunddreißigmal am Tag zwischen den Endpunkten. Mit Beginn des Zweiten Weltkriegs nahm die Zahl der Fahrgäste ab, während der deutschen Besetzung wurde der Verkehr für drei Monate eingestellt. Kurz vor ihrem Abzug demontierten die Besatzer das Viadukt, das nach der Befreiung aber bald wiederaufgebaut werden konnte.
1945 wurde ein dritter Triebwagen bestellt, der vier Jahre später ausgeliefert wurde. Somit konnten die älteren Fahrzeuge zwischen 1949 und 1951 grundlegend überholt werden. Um dem Fahrgastschwund aufgrund des zunehmenden Automobilverkehrs entgegenzuwirken, wurden 1963 Busse mit Anschluss an die Zahnradbahn aus verschiedenen Stadtvierteln zur Bergstation geführt. In jenem Jahr verkehrten dreiunddreißig Zugpaare täglich. Aus Kostengründen wurde das Gebäude der Talstation durch einen Unterstand ersetzt, die Fahrkarten wurden fortan im Fernbahnhof verkauft.

## Betriebseinstellung
Im Februar 1971 wurde der Betrieb wegen Überalterung eingestellt, die Züge wurden durch Busse ersetzt. Zwei Triebwagen blieben erhalten, einer davon steht seit 1982 auf einem kurzen Gleisstück mit Zahnstange am oberen Ende des Viadukts, nahe dem Ort der ehemaligen Bergstation. Die Gebäude der Bergstation wurden 1980 abgerissen, der Betriebshof wich 1986 der Erweiterung des Krankenhauses.

## Schrägaufzüge
1995 wurden an anderer Stelle zwei oberirdisch parallel verlaufende Schrägaufzüge in Betrieb genommen, die Parkplätze am Hang mit einer Bergstation nahe dem alten Zahnradbahnhof verbinden. Aufzug Panoramic 1 ist 30 Meter, Panoramic 2 84 Meter lang.

## Galerie

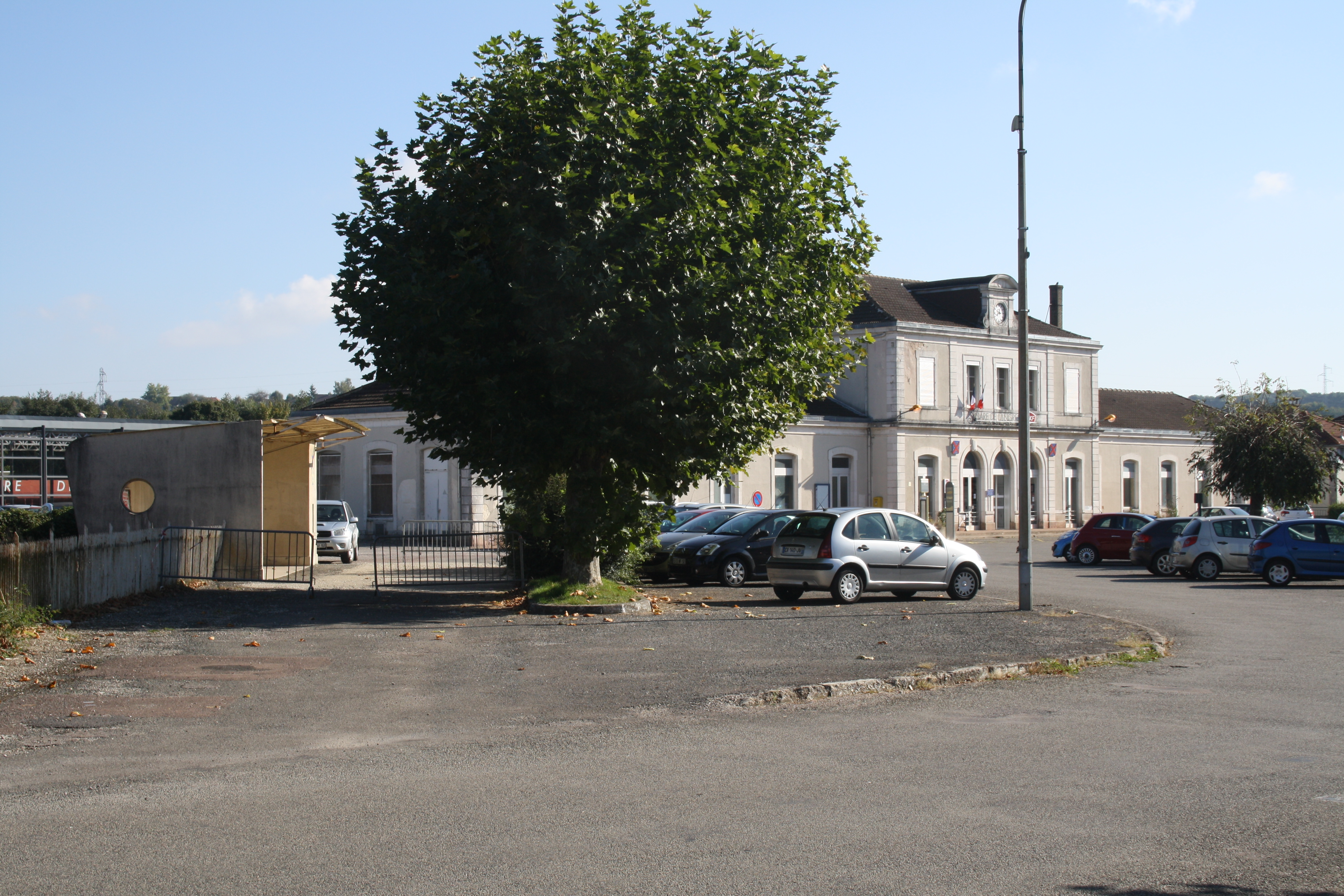
Bahnhof Langres, links der ehemalige Unterstand der Zahnradbahn
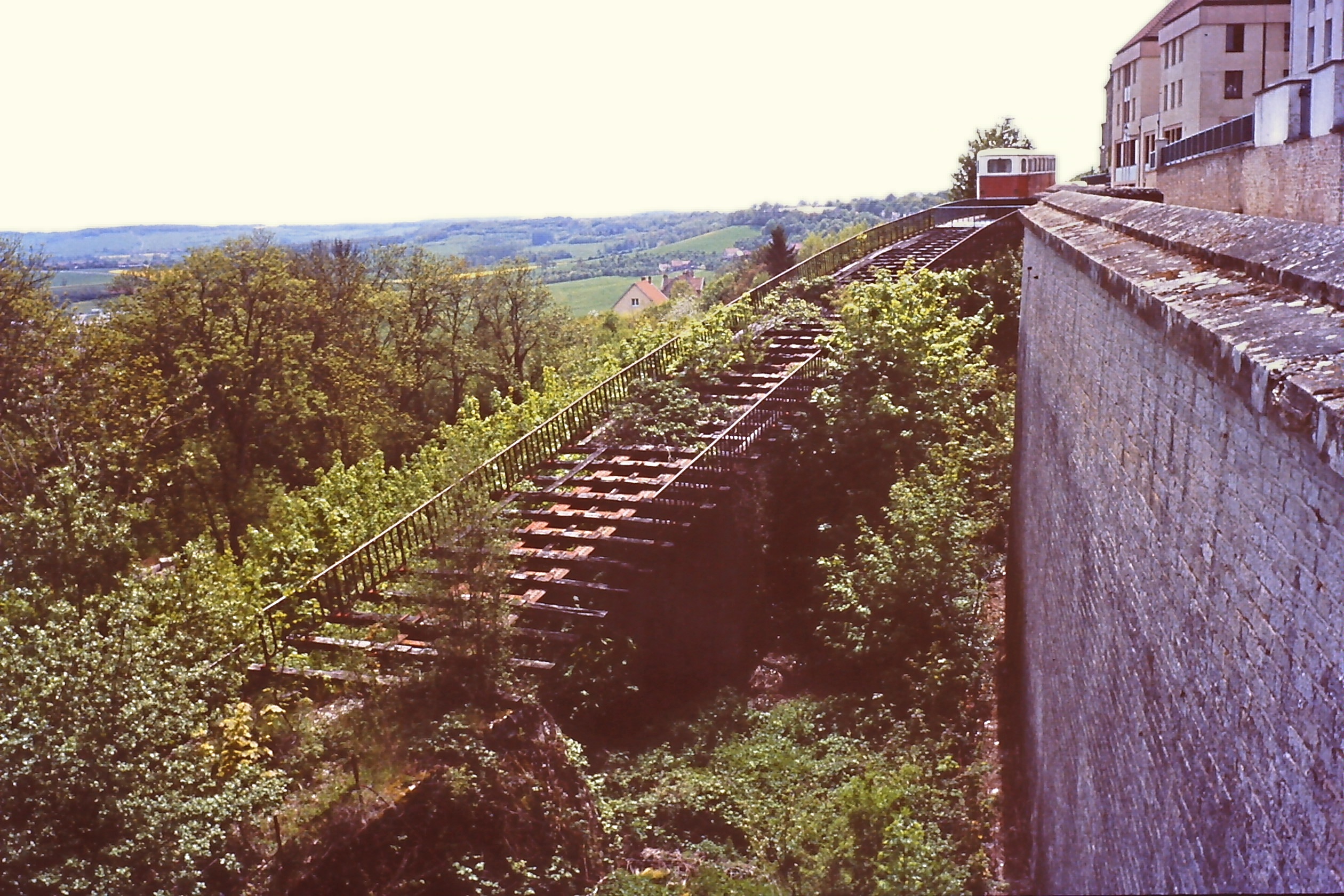
Relikte der Bahn im Jahr 1992
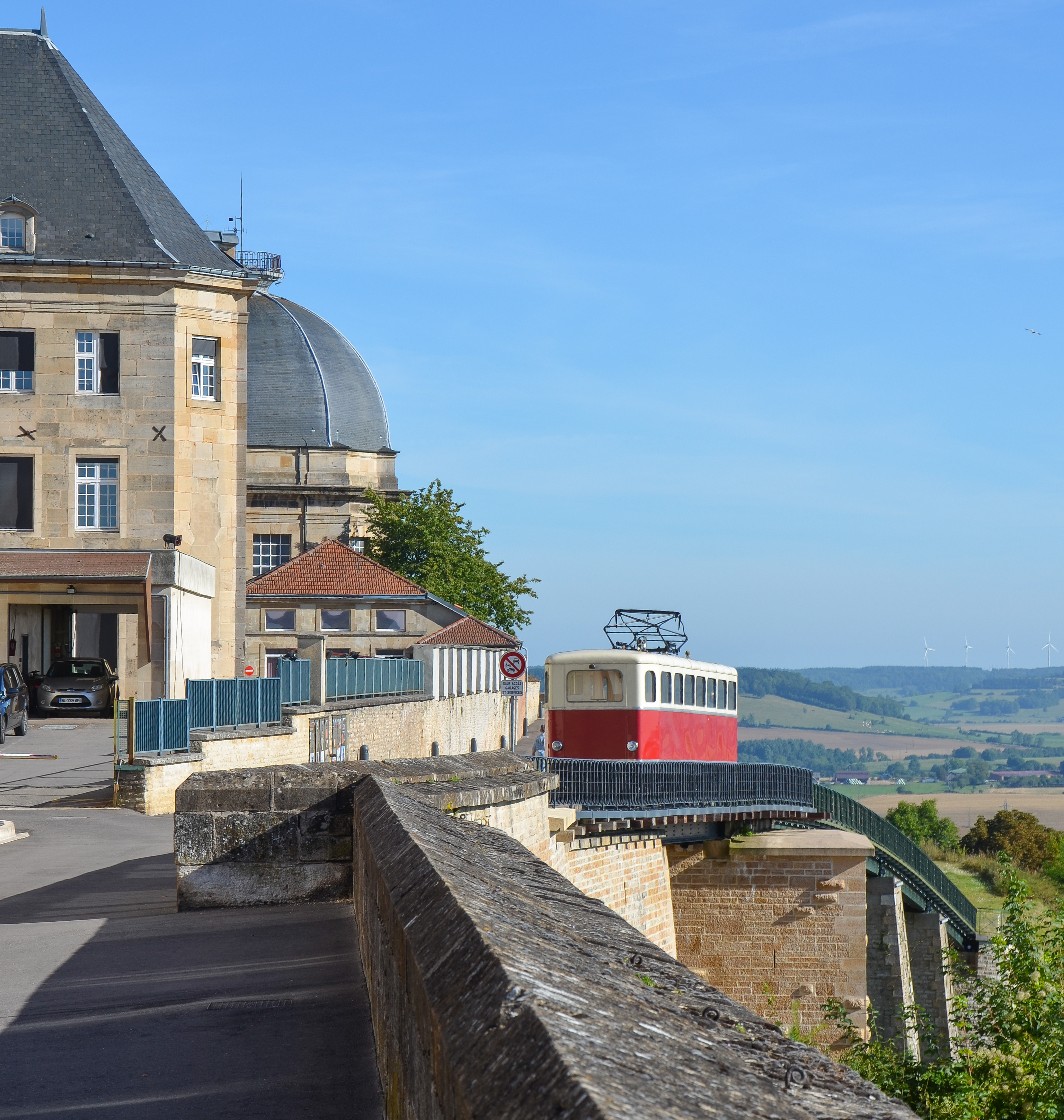
Triebwagen und Viadukt, 2012
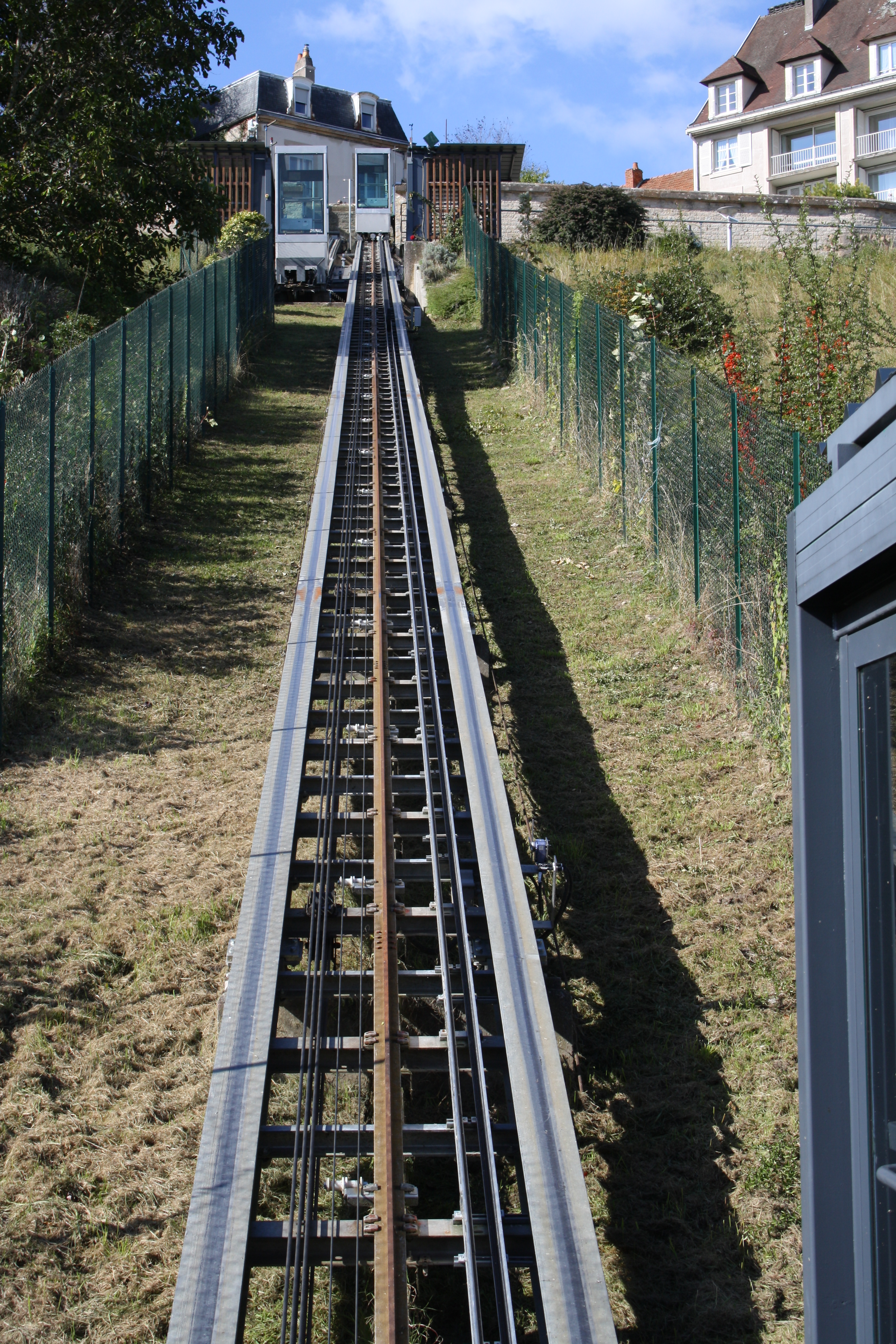
Schrägaufzug Panoramic 2, oben links Panoramic 1 in dessen Talstation
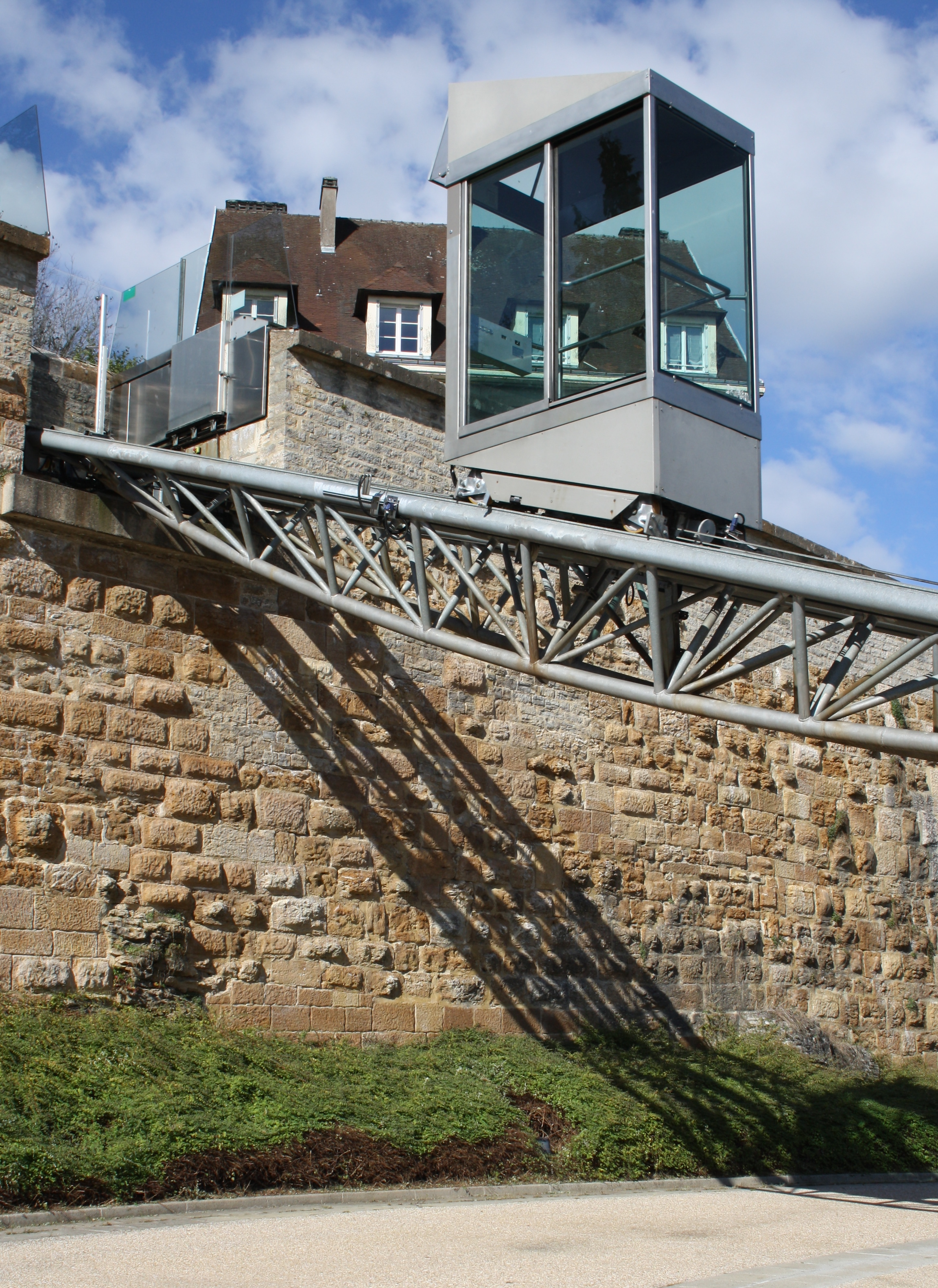
Kabine des Panoramic 1 unterhalb der Bergstation